# 1991년 일본 자유민주당 총재 선거
1991년 자유민주당 총재 선거(일본어: 1991年自由民主党総裁選挙)는 1991년 10월 27일에 실시된 자유민주당 총재를 선출하기 위한 선거다.

## 과정
1991년 10월 4일 총리대신 가이후 도시키는 9시 각의에서 각료들에게 중의원 해산을 요구하고자 했다. 그런데 각의가 열리기 전에 가네마루 신이 해산에 반대한다는 의견을 전달해 왔다. 당시 가이후는 정치 개혁을 둘러싸고 자유민주당 집행부와 갈등을 빚고 있었는데 가이후가 집행부를 굴복시킬 방법이 없자 결국 가이후는 사임을 결정했다. 이를 가이후 끌어내리기라 한다.
가이후가 사임을 표명하면서 총재 선거가 열리게 됐다. 경세회(다케시타파)의 회장인 가네마루는 회장대행 오자와 이치로에게 총재 선거 출마를 촉구했가. 오자와는 이를 거절했응게 이유 중 하나로 건강 문제가 있었는데 심장병 때문에 니혼 의과대학 부속병원에서 한 달 넘게 요양하다가 8월 10일에 퇴원을 한 상황이었다. 한편 가이후는 사임을 발표한 다음 날에 총재 선거 불출마를 표명했다.
굉지회(미야자와파), 청화회(미쓰즈카파), 정책과학연구소(와타나베파)는 경세회에서 독자적인 후보가 출마하면 연대해서 대항하기로 합의를 한 상태였다. 그런데 오자와가 불출마하면서 경세회가 후보를 내지 않기로 하자 세 파벌은 태도를 바꿔 협력에서 경쟁으로 나아갔다. 각 파벌에서 미야자와 기이치, 미쓰즈카 히로시, 와타나베 미치오가 모두 출마했으며 이들은 경세회의 지지를 원했다.
오자와는 자신의 사무실에 세 후보를 한 명씩 불러 면접을 봤는데 이를 당시 세간에서 오자와 면접이라 불렀다. 이후 가네마루, 다케시타 노보루, 오자와 등 세 명이 협의하여 경세회가 누굴 지지할지 선정코자 했다. 처음엔 가네마루와 미야자와는 사이가 좋은 편이 아니었고 미쓰즈카가 청화회의 회장직을 둘러싸고 가토 무쓰키와 대립할 때 가네마루와 오자와가 개입해 산로쿠 전쟁이 일어난 적이 있어 와타나베 지지로 기울었다. 하지만 미야자와가 특유의 영어 실력을 발휘해 화려한 퍼포먼스를 선보였고 이에 여론은 미야자와를 지지하기 시작했다. 이를 무시하기 어려웠던 경세회는 최종적으로 미야자와를 지지하기로 합의했다.
11일에 가네마루는 경세회 총회에서 "미야쟈와 씨를 우리 경세회가 일치하여 지지하고자 한다. 총재 선거에서 절대적인 지원을 하고자 한다."라고 표명했다. 그런데 파벌 내에선 일부 간부들이 일방적으로 미야자와 지지를 결정한 것에 대해 반발하여 일반적으로 박수가 나와야 할 상황이었음에도 그렇지 않았다. 가네마루가 억지로 박수를 유도하면서 연설을 끝냈고 경세회 소장파 의원들은 더 이상 반발하지 않아 경세회의 미야자와 지지가 확정됐다. 이를 들은 미야자와는 승리가 결정난 순간이었다고 훗날 회상했는데 그만큼 경세회의 지지가 총재 선거에 결정적인 영향력을 미치고 있었다.
27일에 실시된 총재 선거에서 285표를 얻은 미야자와가 당선됐다. 하지만 제4파벌을 이끄는 와타나베가 예상외로 120표나 얻으면서 2위에 오르는 이변을 만들어냈다. 이는 경세회의 표 일부가 와타나베에게 흘러간 것이 아닌가 하는 의심을 낳았다.
가이후는 11월 5일에 정식으로 사임했고 그 날 미야자와가 국회에서 총리대신으로 선출되어 내각을 구성했다.
이 선거를 통해 경세회 내에서 오자와의 지배력이 여실히 드러났고 1992년 10월에 가네마루가 회장에서 물러나자 후계자를 놓고 오자와 지지 세력과 반대 세력이 격렬하게 충돌해 결국 경세회가 분열하는 계기를 만들게 되었다. 한편 미야자와와 후계자 경쟁을 벌인 가토 역시 미야자와를 지지하지 않아 굉지회에서 제명되어 굉지회 역시 분열했다.

## 후보자
| 미야자와 기이치                                                            | 미쓰즈카 히로시                                                         | 와타나베 미치오                                                                   |
|                                                                            |                                                                         |                                                                                   |
| 중의원 의원(9선, 히로시마현 제3구) 대장대신(1986-1988) 총무회장(1984-1986) | 중의원 의원(7선, 미야기현 제1구) 외무대신(1989) 정무조사회장(1989-1990) | 중의원 의원(10선, 도치기현 제1구) 통상산업대신(1985-1986) 정무조사회장(1987-1989) |
| 굉지회(미야자와파)                                                         | 청화회(미쓰즈카파)                                                      | 정책과학연구소(와타나베파)                                                        |
| 도쿄부                                                                     | 미야기현                                                                | 지바현                                                                            |

## 결과
| 후보자          | 득표수 |
| --------------- | ------ |
| 미야자와 기이치 | 285표  |
| 와타나베 미치오 | 120표  |
| 미쓰즈카 히로시 | 87표   |

## 참고 문헌
- 後藤謙次 (2014년 4월 17일). 《ドキュメント 平成政治史 1　崩壊する55年体制》. 岩波書店. ISBN 978-4000281676.
- 海部俊樹 (2010년 11월 20일). 《政治とカネ―海部俊樹回顧録》. 新潮新書. 新潮社. ISBN 978-4-10610394-0.
- 海部俊樹著; 垣見洋樹編 (2015년 12월 1일). 《海部俊樹回想録―自我作古》. 人間社. ISBN 978-4931388956.